# NGC 6421
NGC 6421 este o galaxie situată în constelația Scorpionul. A fost descoperită în 3 august 1834 de către John Herschel.